# هينريتش ألبرت
هينريتش ألبرت (بالألمانية: Heinrich Albert)‏ هو محامي ومحامي وسياسي ألماني، ولد في 12 فبراير 1874 في ماغديبورغ في ألمانيا، وتوفي في 1960 في فيسبادن في ألمانيا.

## روابط خارجية
- هينريتش ألبرت على موقع مونزينجر (الألمانية)